# Бернардо О’Хигинс
Бернардо О’Хигинс (шп. Bernardo O’Higgins Riquelme; Чиљан, 20. август 1778 — Лима, 24. октобар 1842) био је чилеански вођа и национални херој. Био је предводник рата за независност Чилеа од Шпаније, а касније је био „Врховни диктатор“ Чилеа.
О’Хигинс је рођен као незаконити син Амброзија О’Хигинса, рођеног Ирца, шпанског гувернера Чилеа и вицекраља Перуа. Студирао је у Шпанији и Енглеској, а вратио се у Чиле 1802. Учествовао је у борби за независност од Шпаније 1810. и 1813. Постао је војни командант. После пораза 1814, са већином својих присталица, побегао је преко Анда у Аргентину. Тамо се придружио револуционару Хосе де Сан Мартину, са којим је поразио Шпанце фебруара 1817. У пресудној бици код Чакабука, предводио је јуриш коњице. Прогласио је независност Чилеа, 12. фебруара 1818.
Владао је Чилеом као диктатор. Покушао је да либерализује државу, али је због своје толерантности према протестантима навукао бес римокатоличког свештенства. Такође је био у сукобу са земљопоседницима, јер је покушао да промени законе који су штитили њихове привилегије. Збачен је 1823, и провео је остатак живота у Перуу.